# Серая литература
Се́рая литерату́ра (англ. grey literature) — термин, используемый интеллектуальным сообществом, библиотекарями, медицинскими и другими исследователями и учёными для обозначения материалов и исследований, подготовленных организациями за пределами традиционных коммерческих или академических каналов публикации и распространения. Общие типы публикаций в серой литературе включают отчёты (годовые, исследовательские, технические, проектные и т. д.), рабочие документы, правительственные документы, официальные документы и оценки. К организациям, выпускающим серую литературу, относятся правительственные ведомства и агентства, гражданские общества или неправительственные организации, академические центры и ведомства, а также частные компании и консультанты.
Серая литература может быть доступна для общественности или распространяться в частном порядке внутри организаций или групп, и у неё могут отсутствовать систематические средства распространения и сбора. Стандарт качества, рецензирования и производства серой литературы может значительно различаться. Серую литературу может быть трудно обнаружить, получить к ней доступ и оценить, но эту проблему можно решить с помощью разработки обоснованных стратегий поиска.

## Определения
Хотя ранее существовало расплывчатое определение «серой литературы», обычно считается, что этот термин был придуман исследователем Charles P. Auger, написавшим Use of Reports Literature в 1975 году. Литература, на которую он ссылался, состояла из разведывательных отчётов и заметок об атомных исследованиях, выпущенных в огромных количествах союзными войсками во время Второй мировой войны. На конференции, проведенной Британским отделом кредитных библиотек в 1978 году, Auger впервые использовал термин «серая литература» для описания этой концепции. Его концепции были сосредоточены на «огромном массиве документов» с «постоянно увеличивающимся количеством», которые характеризовались «трудностями, которые они представляют для библиотекаря». Он охарактеризовал документацию, как имеющую большую неопределённость между временным характером и долговечностью, а также растущим влиянием на научные исследования. Признавая проблемы, связанные с публикацией отчётов, он признал, что она обладает рядом преимуществ «по сравнению с другими средствами распространения, включая большую скорость, большую гибкость и возможность при необходимости углубляться в детали». Auger считал отчёты «наполовину опубликованным» средством коммуникации со «сложной взаимосвязью [с] научными журналами». В 1989 году Auger опубликовал второе издание The Documentation of the European Communities: A Guide, в котором впервые в опубликованной работе использовался термин «серая литература».
«Люксембургское определение», обсужденное и одобренное на Третьей Международной конференции по серой литературе в 1997 году, определяет серую литературу как «то, что выпускается на всех уровнях правительства, учёных, бизнеса и промышленности в печатном и электронном форматах, но не контролируется коммерческими издателями». В 2004 году на Шестой конференции в Нью-Йорке в целях разъяснения к определению была добавлена приписка: серая литература «…не контролируется коммерческими издателями, то есть там, где публикация не является основной деятельностью издателя». Это определение в настоящее время широко принято научным сообществом.
Межведомственная рабочая группа США по серой литературе (IGLWG), в своём «Функциональном плане серой информации» от 1995 года определила серую литературу как «зарубежный или отечественный материал с открытым исходным кодом, который обычно доступен по специализированным каналам и может не входить в обычные каналы или системы публикации, распространения, библиографического контроля или приобретения книготорговцами или агентами по подписке». Таким образом, серая литература обычно недоступна через соответствующие справочные инструменты, такие как базы данных и указатели, которые полагаются на отчёты агентов по подписке.
Другие термины, используемые для этого материала, включают: отчётную литературу, правительственные публикации, политические документы, скрываемую литературу, нетрадиционную литературу, неопубликованную литературу, нетрадиционные публикации и эфемерные публикации. С появлением настольных издательских систем и Интернета новые термины включают в себя: электронные публикации, онлайн-публикации, онлайн-ресурсы, исследования в открытом доступе и цифровые документы.
Хотя это понятие трудно определить, термин «серая литература» является согласованным собирательным термином, который исследователи и специалисты в области информации могут использовать для обсуждения этой отдельной, но несоизмеримой группы ресурсов.
В 2010 году D.J. Farace и J. Schöpfel указывали, что существующие определения серой литературы носили преимущественно экономический характер, и утверждали, что в изменяющейся исследовательской среде, с новыми каналами научной коммуникации, серая литература нуждается в новой концептуальной основе. Они предложили следующее «пражское определение»:
Серая литература означает различные типы документов, выпускаемых на всех уровнях государственного управления, научных кругов, бизнеса и промышленности в печатных и электронных форматах, которые защищены правами интеллектуальной собственности, достаточного качества для сбора и сохранения в библиотечных фондах или институциональных хранилищах, но не контролируемых коммерческими издателями, то есть в тех случаях, когда публикация не является основной деятельностью издателя.
Из-за быстрого роста количества веб-публикаций и доступа к документам основное внимание в серой литературе сместилось на качество, интеллектуальную собственность, кураторство и доступность.

## Типы публикаций
Термин серая литература действует как собирательное существительное для обозначения большого числа типов публикаций, выпускаемых организациями по разным причинам. К ним относятся: отчеты об исследованиях и проектах, годовые отчеты или отчеты о деятельности, тезисы, материалы конференций, препринты, рабочие документы, информационные бюллетени, технические отчеты, рекомендации и технические стандарты, патенты, технические заметки, данные и статистика, презентации, полевые заметки, книги по лабораторным исследованиям, учебные пособия, конспекты лекций, оценки и многое другое. Международная сеть GreyNet ведёт онлайн-список типов документов.
Организации выпускают серую литературу как средство инкапсуляции, хранения и обмена информацией для собственного использования и для более широкого распространения. Это может быть запись данных и информации о месте или проекте (археологические записи, данные исследований, рабочие документы); обмен информацией о том, как и почему это произошло (технические отчёты и спецификации, брифинги, оценки, отчёты по проектам); описание и защита изменений в государственной политике, практике или законодательстве (белые книги, дискуссионные документы, материалы); соблюдение законодательных или иных требований по обмену информацией или управлению ею (годовые отчёты, консультационные документы); и многие другие причины.
Организации часто стремятся создать необходимые результаты, быстро и легко делясь ими с соответствующими сторонами, без задержек и ограничений, связанных с публикацией научных журналов и книг. Часто у организаций или отдельных лиц нет особых стимулов или оправданий для публикаций в академических журналах и книгах, и зачастую нет необходимости взимать плату за доступ к результатам организации. Действительно, некоторым информационным организациям может потребоваться обнародовать определённую информацию и документы. С другой стороны, серая литература не обязательно всегда бесплатна, а некоторые ресурсы, такие как отчёты о состоянии рынка, продаются за тысячи долларов. Однако это исключение, и в целом серая литература, хотя и дорогостоящая в производстве, обычно предоставляется бесплатно.
В то время как качество производства и исследований может быть чрезвычайно высоким (с репутацией организации, закреплённой за конечным продуктом), производящая организация, не являющаяся официальным издателем, обычно не имеет каналов для широкого распространения и библиографического контроля.
Профессионалы в области информации и исследований обычно делают чёткое различие между эфемерной и серой литературой. Однако между этими двумя средствами массовой информации существуют определенные совпадения, и они, несомненно, разделяют общие проблемы, такие как проблемы библиографического контроля. Уникальные письменные документы, такие как рукописи и архивы, а также личные сообщения, как правило, не подпадают под категорию «серой литературы», хотя они опять же имеют некоторые общие проблемы контроля и доступа.

## Влияние
Относительная важность серой литературы в значительной степени зависит от исследовательских дисциплин и предметов, от методологических подходов и от источников, которые они используют. В некоторых областях, особенно в науках о жизни и медицине, предпочтение традиционно отдаётся использованию только рецензируемых академических журналов, в то время как в других, таких как сельское хозяйство, аэронавтика и инженерные науки в целом, как правило, преобладают ресурсы серой литературы.
В последние несколько десятилетий систематические обзоры литературы в области здравоохранения и медицины подтвердили важность выявления и анализа серой литературы как части доказательной базы и во избежание предвзятости публикаций.
Серая литература особенно важна как средство распространения научно-технической информации, а также информации о государственной политике и практике. Профессионалы настаивают на его важности по двум основным причинам: результаты исследований часто более подробно излагаются в отчётах, докторских диссертациях и материалах конференций, чем в журналах, и они распространяются в этих формах за 12 или даже 18 месяцев до публикации в других местах. Некоторые результаты просто больше нигде не публикуются.
В частности, органы государственного управления, государственные и промышленные исследовательские лаборатории производят большое количество «серого» материала, часто для внутреннего, а в некоторых случаях и для «ограниченного» распространения. Понятие доказательной политики также получило некоторое признание важности «серой литературы» как части доказательной базы; однако этот термин ещё не получил широкого распространения в государственной политике и социальных науках в более широком смысле.

## Проблемы
По ряду причин обнаружение, доступ, оценка и кураторство серой литературы сопряжено с рядом трудностей.
Как правило, в серой литературе отсутствует какой-либо строгий или значимый библиографический контроль. Основную информацию, такую как авторы, даты публикации и издательские или юридические лица, может быть нелегко идентифицировать. Аналогичным образом, непрофессиональные макеты и форматы, небольшие тиражи и нетрадиционные каналы распространения серой литературы делают организованный сбор достаточно затруднённым по сравнению с такими традиционными источниками, как академические журналы и книги.
Хотя серая литература часто обсуждается со ссылкой на научные исследования, она ни в коем случае не ограничивается какой-либо одной областью: за пределами точных наук она создаёт серьёзные проблемы в археологии, где исследования мест и отчёты о раскопках, содержащие уникальные данные, часто выпускаются и распространяются в неофициальных «серых» форматах.
Некоторые проблемы с доступом к серой литературе уменьшились с конца 1990-х годов, поскольку правительственные, профессиональные, деловые и университетские организации всё чаще публикуют свои отчёты и другие официальные или обзорные документы в Интернете. Неофициальный характер серой литературы означает, что она стала более многочисленной по мере совершенствования технологии, позволяющей людям создавать документацию. Менее дорогие и более совершенные принтеры упростили создание серой литературы. И возможность размещать документы в Интернете привела к огромному буму. Влияние этой тенденции значительно возросло с начала 2000-х годов, поскольку рост числа основных поисковых систем одновременно упростил и усложнил поиск серой литературы. Таким образом, серые отчёты гораздо легче найти в Интернете, чем раньше, и зачастую доступ к ним предоставляется бесплатно. Большинство пользователей отчётов и других серых документов перешли на использование онлайн-копий, и в результате усилия библиотек по сбору печатных версий в целом сократились.
Однако многие проблемы остаются, поскольку составители часто не в состоянии подготовить онлайн-отчёты или публикации в соответствии с надлежащими библиографическими стандартами (например, часто опуская дату публикации). Документам часто не присваиваются постоянные URL-адреса или номера DOI или они не хранятся в электронных хранилищах, так что вымирание ссылок в ссылках, списках литературы, базах данных и веб-сайтах. Закон об авторском праве и статус многих отчётов, защищённых авторским правом, препятствуют их загрузке и электронному хранению, а также отсутствует крупномасштабный сбор цифровой серой литературы. Таким образом, обеспечение долгосрочного доступа к серой литературе и управление ею в эпоху цифровых технологий остается серьезной проблемой.
Объём доступной в настоящее время цифровой серой литературы также создает проблему для поиска соответствующих ресурсов и оценки их достоверности и качества, учитывая количество доступных в настоящее время ресурсов. В то же время большая часть серой литературы остается скрытой, либо не обнародованной, либо недоступной для поиска с помощью поисковых систем.

## Базы данных
Различные базы данных и библиотеки собирают и предоставляют печатную и цифровую серую литературу; однако стоимость и сложность поиска и каталогизации серой литературы означают, что по-прежнему трудно найти большие коллекции. Британская библиотека начала собирать печатную серую литературу в период после Второй мировой войны и в настоящее время располагает обширной коллекцией печатных ресурсов. Обсерватория анализа и политики располагает обширной коллекцией серой литературы по широкому кругу вопросов государственной политики, ArXiv представляет собой сборник препринтов по физике и другим наукам, а RePEc представляет собой сборник рабочих документов по экономике.
Многие университетские библиотеки предоставляют тематические справочники, в которых содержится информация о серой литературе и предложения по базам данных. ROAR и OpenDOAR — это каталоги общедоступных институциональных репозиториев и тематических репозиториев, многие из которых содержат некоторую серую литературу. Существует несколько академических поисковых систем для объединения открытых данных, предоставляемых такими открытыми архивами через OAI-PMH, а также записей издателей, размещённых в Crossref и других источниках. К ним относятся BASE, CORE и Unpaywall, которые по состоянию на 2020 год индексируют более 20 миллионов публикаций в открытом доступе.

## Ресурсы и защита
Ежегодная серия международных конференций по серой литературе проводится с 1993 года европейской организацией GreyNet. Исследования в этой области информации систематически документируются и архивируются в серии Международной конференции по серой литературе.
Greynet также выпускает журнал о серой литературе The Grey Journal, и является ключевым сторонником признания и изучения серой литературы, особенно в области библиотечных и информационных наук. The Grey Journal выходит три раза в год — весной, летом и осенью. Каждый выпуск тома является тематическим и посвящён одной или нескольким смежным темам в области серой литературы. The Grey Journal выходит как в печатном, так и в электронном формате. Электронная версия на уровне статьи доступна через базу данных EBSCO LISTA-FT (издательство EBSCO). The Grey Journal индексируется Scopus и другими организациями.
16 мая 2014 года была ратифицирована и опубликована Пизанская декларация о разработке политики в отношении ресурсов серой литературы.